# Dașukivka, Lîseanka
Dașukivka (în ucraineană Дашуківка) este o comună în raionul Lîseanka, regiunea Cerkasî, Ucraina, formată numai din satul de reședință.

## Demografie
Componența lingvistică a comunei Dașukivka
     Ucraineană (99,36%)
     Alte limbi (0,21%)
Conform recensământului din 2001, majoritatea populației comunei Dașukivka era vorbitoare de ucraineană (99,36%), existând în minoritate și vorbitori de alte limbi.